# Regimentul 2 Artilerie Grea (1916-1918)
Regimentul 2 Artilerie Grea a fost o unitate de artilerie de nivel tactic, care s-a constituit la 14/27 august 1916, prin mobilizarea unităților și subunităților existente la pace. Regimentul era dislocat la pace în garnizoana București. :p. 388 
Regimentul a făcut parte din organica Brigăzii 1 Artilerie Grea alături de  Regimentul 1 Artilerie Grea. La intrarea în război, Regimentul 2 Artilerie  Grea a fost comandat de colonelul Gheorghe Eremia.:p. 17 Regimentul a participat la acțiunile militare pe frontul român, pe toată perioada războiului, între 14/27 august 1916 - 28 octombrie/11 noiembrie 1918.:pp. 200-203

## Participarea la operații

### Campania anului 1917
În campania din anul 1917 Regimentul 1 Artilerie  Grea a fost comandat de locotenent-colonelul Gheorghe Jitianu.:p. 52

## Comandanți
- Colonel  Gheorghe Eremia
- Colonel  Gheorghe Jitianu